# Fiamma Tricolore
Die Fiamma Tricolore (eigentlich Movimento Sociale Fiamma Tricolore, MSFT, deutsch Soziale Bewegung Dreifarbige (Trikolore) Flamme) ist eine neofaschistische Partei in Italien, die 1995 von Pino Rauti gegründet wurde.

## Ursprung
Pino Rauti war der Führer des „bewegungsfaschistischen“ Flügels der neofaschistischen Partei Movimento Sociale Italiano, der sich auf die antikapitalistische und antibürgerliche Ausprägung des Faschismus in seinen frühen Jahren bis etwa 1924 sowie während der Republik von Salò (1943–45) bezog. Im Januar 1995 wollte er die „Wende von Fiuggi“ (svolta di Fiuggi), als Gianfranco Fini aus der MSI heraus die gemäßigtere nationalkonservative Alleanza Nazionale gründete, nicht mittragen.
Er bezeichnete dies als „Verleugnung der eigenen Geschichte“ und gründete die Partei Fiamma Tricolore, die an die neofaschistische Tradition der MSI anknüpft. Deren Vorsitz hatte er von Januar 1995 bis Februar 2002 inne. Auch Rautis Tochter Isabella schloss sich der FT an, obwohl sie mit Gianni Alemanno, einem führenden Politiker der Alleanza Nazionale, verheiratet war. Zeitweilig trennte sich das Paar auch privat.
Der Name Fiamma Tricolore geht auf das Logo des einstigen MSI zurück, das eine Flamme in den italienischen Nationalfarben grün, weiß und rot (Trikolore), zeigte. Diese ist auch im Logo der MSFT zu sehen.

## Geschichte
Bei der Senatswahl 1996 erreichte die Partei mit 2,3 % ihr bislang bestes Ergebnis und zog mit einem Vertreter – Luigi Caruso – in den Senat ein. Bei der gleichzeitigen Wahl zum Abgeordnetenhaus verfehlte die Partei hingegen mit 0,9 % den Einzug. Bei der Europawahl 1999 erhielt die Fiamma Tricolore 1,6 % der Stimmen und einen Sitz, der von Roberto Felice Bigliardo eingenommen wurde. Er trat jedoch 2001 zur Alleanza Nazionale über. Zu den Parlamentswahlen 2001 nahm die MSFT am Mitte-rechts-Bündnis Casa delle Libertà (CdL) von Silvio Berlusconi teil. Im Wahlkreis Avola auf Sizilien wurde Caruso als Kandidat des CdL aufgestellt und wiedergewählt, wodurch die MSFT trotz eines landesweiten Stimmenanteils von nur 1 % weiterhin im Parlament vertreten war.
Ab Februar 2002 war Luca Romagnoli Vorsitzender der Fiamma Tricolore. Auch er hatte sich von seinem früheren Weggefährten Gianfranco Fini abgesetzt, als der Vorsitzende der Alleanza Nazionale sich vom Faschismus distanzierte. „Man kann nicht wie Fini einfach behaupten, der Faschismus sei das absolute Übel gewesen“, so Romagnoli. Auf eine Frage nach der Existenz der Gaskammern in Auschwitz hatte er geantwortet: „Ich habe nicht die Mittel, um das zu bestätigen oder zu negieren.“ Unter Romagnoli trat die Fiamma Tricolore noch radikaler auf als unter Rauti und pflegte Kontakte zu den rechtsextremen Ultras von Hellas Verona und den Veneto Fronte Skinheads.
Pino Rauti wurde 2003 aus der Fiamma Tricolore ausgeschlossen und wurde im Mai 2004 Vorsitzender der von ihm und einigen Anhängern gegründeten Movimento Idea Sociale (MIS), die sich von der Fiamma abgespalten hat. Isabella Rauti wechselte hingegen zur Alleanza Nazionale. Im März 2005 schloss sich auch der Senator Caruso dem MIS an, wodurch die Fiamma Tricolore ihre Vertretung im nationalen Parlament verlor.
Bei der Europawahl 2004 zog die MSFT bei einem Stimmenanteil von 0,7 % wieder mit einem Vertreter – Romagnoli – ins Europäische Parlament ein. Dieser gehörte der von Januar bis November 2007 bestehenden rechtsextremen Fraktion Identität, Tradition, Souveränität an und war auch Mitglied des Vorstandes der Fraktion. Zu den Parlamentswahlen 2006 war Fiamma Tricolore erneut Bestandteil von Berlusconis Mitte-rechts-Bündnis Casa delle Libertà, erhielt mit 0,6 % der Stimmen diesmal aber keine Sitze. Konkurrenz machte ihr diesmal die ebenfalls neofaschistische Alternativa Sociale von Alessandra Mussolini.
Bei den Parlamentswahlen 2008 trat die Partei zusammen mit der im Juli 2007 gegründeten Partei La Destra, einer rechten Abspaltung von der Alleanza Nazionale, auf einer Liste an. Diese erhielt 2,4 % der Stimmen, was zwar im Vergleich zu den sonstigen Ergebnissen der MSFT viel ist, aber nicht genügte, um die Einzugshürde in einer der beiden Parlamentskammern zu überwinden. Das Bündnis mit La Destra zerbrach nach der Wahl wieder. Bei der Europawahl 2009 gelang Romagnoli nicht die Wiederwahl. Seither ist die Partei nicht mehr in einem überregionalen Parlament vertreten.
Die Fiamma Tricolore ist seit 2009 Mitglied der Allianz der Europäischen nationalen Bewegungen (AEMN), an der zunächst auch die französische Front National, die ungarische Jobbik und die British National Party beteiligt waren. Diese sind jedoch mittlerweile ausgeschieden, sodass die Allianz stark an Bedeutung verloren hat.
Im November 2013 unterzeichnete der Parteivorsitzende Romagnoli im Namen der MSFT gemeinsam mit Vertretern von La Destra, Futuro e Libertà per l’Italia, Adriana Poli Bortone und kleineren rechten Gruppierungen den Gründungsaufruf für ein Movimento per Alleanza Nazionale. Das war jedoch nicht mit der übrigen Partei abgesprochen. Romagnoli wurde als Parteichef abgesetzt und ausgeschlossen. Anschließend gründete er die Partei Destra Sociale. Neuer Führer der MSFT wurde Attilio Carelli. Zu den Parlamentswahlen 2018 trat Fiamma Tricolore im Bündnis mit der gleichfalls rechtsextremen Forza Nuova unter der Listenbezeichnung Italia agli Italiani („Italien den Italienern“) an und erhielt 0,4 % der Stimmen.
Die Jugendorganisation der Partei ist die Gioventù della Fiamma („Jugend der Flamme“). Der Blocco Studentesco (Studentenblock) ist ein Studentenverband, der der Partei bis 2008 nahestand, nach einem internen Streit aber dem CasaPound angenähert hat.

## Ideologie
„Die Fiamma Tricolore ist eine Bewegung, die geboren wurde, um ihre eigene ideale Nähe zur Sozialrepublik und ihren Kämpfern zu betonen. Eine Republik, auf dessen Seite wir sicherlich gekämpft hätten, wenn nur das Schicksal uns in diesen Jahren hätte geboren sein lassen. Und wir hätten sicherlich gekämpft um zu gewinnen, weil für uns die politische Synthese aus dem Denken von Benito Mussolini entstanden ist, sie ist für uns das einzige politische, wirtschaftliche und geistige System, das die Freiheit und soziale Gerechtigkeit, die heute den Italienern verweigert wird, bringen kann. Den Italienern und der gesamten Weltbevölkerung. [...] [Wir] starten unseren Kampf für ein besseres Morgen, und verkörpern die Ideale der Schwarzhemden von Alessandro Pavolini“